# فلوریسوالدو دی اولیویرا
فلوریسوالدو د اولیویرا (۱۸ نوامبر ۱۹۵۸ – ۲۶ سپتامبر ۲۰۱۲)، که معمولاً با نام «کابو برونو» شناخته می‌شود،قاتل زنجیره‌ای برزیلی و افسر سابق پلیس نظامی ایالت سائوپائولو بود که در دهه 1980 متهم به بیش از ۵۰ قتل شد.  او که «یکی از جنجالی‌ترین شخصیت‌های پلیس» به حساب می‌آید،  در ابتدا این مرگ‌ها را پذیرفت، اما بعداً در شهادتش آن‌ها را تکذیب کرد. 